# Tomas Hökfelt
Tomas Hökfelt (Estocolmo, 29 de junho de 1940) é um médico sueco, ex-professor de histologia do Instituto Karolinska de 1979 a 2006, quando tornou-se professor emérito. Pertenceu ao Departamento de Neurociências, um especialista em biologia celular. É membro da Academia Real das Ciências da Suécia desde 1985.

## Biografia
Matriculou-se no Instituto Karolinska, onde obteve o bacharelado em medicina em 1960, onde prosseguiu na pós-graduação, orientado por Nils-Åke Hillarp, estudando neurônios de monoaminas, obtendo um doutorado em 1968 e o título de Doutor em Medicina (MD) em 1971. Tornou-se professor assistente em 1968, e foi de 1979 a 2006 professor do Instituto Karolinska. Foi também professor do Departamento de Biotecnologia do Instituto Real de Tecnologia em Estocolmo.

## Pesquisa e publicações
As pesquisas iniciais de Tomas Hökfelt foram sobre neurotransmissores e neuropeptídeos no cérebro. Em 1977 descobriu que moléculas peptídeas não-neurotransmissoras como a somatostatina porém coexistir com neurotransmissores nos mesmos neurônios periférico e central.
Em colaboração com Serguei Fetissov realizou pesquisas sobre anorexia nervosa, indicando que esta pode ser uma doença, causada por um particular grupo de anticorpos.
Editou com Anders Björklund 21 volumes do Handbook of Chemical Neuroanatomy entre 1983 a 2005.